# Scirpus pallidus
Scirpus pallidus là loài thực vật có hoa trong họ Cói. Loài này được (Britton) Fernald miêu tả khoa học đầu tiên năm 1906.